# Степан Радич
Степан Радич (на хърватски: Stjepan Radić) е хърватски политик и основател на Хърватската селска партия. На Радич се приписва превръщането на хърватското селячество в жизнеспособна политическа сила. В хода на кариерата си, той се противопоставя на съюза и на сръбската хегемония в Кралство Югославия и става важна политическа фигура в тази страна. Застрелян е в парламента от сръбския радикален политик Пуниша Рачич. Радич умира няколко седмици по-късно от сериозната рана в стомаха си. Това убийство допълнително отдалечава хърватите от сърбите.

## Биография

### Ранен живот
Степан Радич е роден в Мартинска Вес близо до Сисак в Кралство Хърватия и Славония, тогава в рамките на Австро-Унгария. Той е девето от общо единадесет деца. След като е изключен от гимназията си в Загреб, той завършва гимназия в Карловац. През 1888 г. Радич заминава за Джаково, където се среща с епископ Йосип Щросмайер, за да поиска помощта му за пътуване към Руската империя. Щросмайер го препоръчва на белградския митрополит Михайло, който го отпраща към руски учител в Киев. Радич отпътува за Киев, където му е позволено да отседне в манастирските пещери на Киевско-Печерската лавра. Той остава там в продължение на шест седмици, преди да се завърне в Хърватия.
През септември 1891 г. той се записва да учи право в Загребския университет. Избран е за представител на студентската организация по време на празненствата покрай 300-годишнината от битката при Сисак през 1893 г. След като критикува хърватския бан Карой Куен-Хедервари по време на церемонията и го нарича „маджарски хусар“, Радич е осъден на четири месеца затвор, които излежава в Петриня. Той е сред група студенти, които запалват унгарския трикольор на 16 октомври 1895 г. по време на посещението на император Франц Йосиф в Загреб. За това Радич е осъден на затвор и е изключен от Загребския университет и му е забранено да се записва в кой да е университет в монархията. След като прекарва известно време в Русия и по-късно в Прага, Радич продължава обучението си в Свободното училище за политически науки в Париж, което завършва през 1899 г.

### Преди първата югославска държава
След Първата световна война той се обявява срещу сливането на Хърватия и Сърбия без гаранции за хърватска автономия. Радич е избран за член на Националния съвет на словенци, хървати и сърби. На 24 ноември 1918 г. той призовава делегатите, присъстващи на сесия за решаване на политическото бъдеще на страната, да не избързват. Той е единственият член от Централния комитет на Националния съвет, гласувал против изпращането на делегация в Белград за преговаряне с Кралство Сърбия. На 26 ноември е изключен от Централния комитет.
Под натиска на Великите сили (Британската империя, Франция и САЩ), както и според тайните договори, сключени между Антантата и Кралство Сърбия, е установена Държава на словенци, хървати и сърби (Кралство Югославия). Тогава са назначени двама представители от партията на Радич (тогава вече наречена Хърватска селска партия) във Временното национално представителство, което служи като парламент до провеждане на изборите. Партийните представители, обаче, решават да не заемат местата си.

### Арест
На 8 март 1919 г. Централният комитет приема резолюция, съставена от Радич, която гласи: „Хърватските граждани не признават така наречената Държава на словенци, хървати и сърби под управлението на династията Караджорджевич, тъй като това кралство не обявено от Хърватския събор и без гласа на хърватския народ.“. Пълното изявление е включено в меморандум, който е преведен на френски и изпратен в чужбина за Парижката мирна конференция. Тази постъпка предизвика решение на правителството да арестува Радич заедно с няколко други членове на партията.
Той е в ареста 11 месеца до февруари 1920 г., малко преди първите парламентарни избори в новосформираната държава. Резултатът от изборите, проведени през ноември, е 230 590 гласа за партията на Радич, което се равнява на 50 места в парламента от общо 419. На 8 декември, преди първото заседание на парламента, Радич прави голяма демонстрация пред 100 000 души в Загреб. Той и партията му изнасят извънредно заседание, на което е внесено и гласувано предложение партията да не участва в парламентарни дискусии, преди първо да бъдат решени въпросите със Сърбия по отношение на управлението, като най-належащите проблеми са тези на омаловажаването на хърватския народ и явните правомощия на краля с централното правителство в Белград. Тогава партията е преименувана на Хърватска републиканска селска партия, така че да се подчертава официалната ѝ позиция. През декември банът на Хърватия, Матко Лагиня, е освободен от кабинета на Миленко Веснич за това, че е позволил на демонстрацията да се проведе.

### Новата конституция
На 12 декември 1920 г. парламентът на Държавата на словенци, хървати и сърби провежда първото си заседание без 50-те представителя на Хърватската селска партия и двамата представители на Хърватската партия на правата. Общо 342 представители се появяват от общо 419. На 28 юни 1921 г. е приета конституцията на държавата, след като е гласувана от 223 представители от присъстващите 285.
На следващите парламентарните избори, проведени през март 1923 г., позицията на Степан Радич и партията му срещу централното правителство му печели допълнително гласове. Те печелят 473 733 гласа, което се равнява на 70 места в парламента. Това представлява мнозинството на хърватските гласове в северните и южните части на Хърватия, както и в части от Босна и Херцеговина.

### Повторен арест
Радич все още поддържа идеята за независима Хърватия и държи партията си извън парламента в знак на протест. На практика, това позволява на сръбския министър-председател Никола Пашич да консолидира властта си и да подсили своето правителство, преобладавано от сърби. След като Радич посещава Англия, Австрия и Съветския съюз през 1923 г. и се завръща през 1924 г., той е арестуван в Загреб за това, че се е свързал със съветски комунисти. Пътуванията му целят огласяването на положението, в което са изпаднали хърватите в Кралство Югославия.
След като е освободен, Радич се завръща в политиката, но и този път с проблеми. На 23 декември централното правителство, доминирано от сърбите, обявява, че Хърватската селска партия е в разрез със закона за вътрешната сигурност от 1921 г., като това е потвърдено от крал Александър I Караджорджевич на 1 януари 1924 г. Радич е арестуван на 5 януари.
След парламентарните избори през февруари 1925 г. Хърватската селска партия, макар и с целия си изпълнителен екип зад решетките, успява да получи 67 места в парламента с общо 532 872 гласа. Макар броят на гласовете да е по-голям от този на предните избори, джеримандърингът от страна на централното правителство гарантира по-малко места за Хърватската селска партия. За да придобие по-добра позиция за преговори, партията на Радич влиза в коалиция с Независимата демократична партия, Словенската народна партия и Югославската мюсюлманска организация.

### Завръщане в парламента
Веднага след парламентарните избори през март 1925 г. Хърватската републиканска селска партия променя името си обратно на Хърватска селска партия. С подкрепата на коалиционните си партньори, партията се споразумява с голямата консервативна сръбска партия Народна радикална партия, постигайки поделяне на властта между двете и освобождаване на лидерите на Хърватската селска партия от затвора. На Хърватската селска партия се налага да направи някои отстъпки, като например признаване на централното управление, властта на монарха и конституцията пред парламента на 27 март 1925 г. Степан Радич е направен министър на образованието, докато други членове на партията му също заемат някои министерски постове. Това споразумение за споделяне на властта е прекъснато след смъртта на председателя на Народната радикална партия Никола Пашич на 10 декември 1926 г.
Скоро след това Радич се оттегля от министерската си позиция през 1926 г. и се връща отново в опозиция. През 1927 г. влиза в коалиция със Светозар Прибичевич, който е водач на Независимата демократична партия, водещата партия на сърбите в Хърватия. Тази коалиция има реален шанс да сложи край на дългогодишната доминация на Народната радикална партия в парламента. Преди това те са били опоненти, но демократите губят надежда с белградската бюрокрация и установяват добри отношения с Хърватската селска партия, с която отдавна са били съюзници по времето на Австро-Унгария. По този начин Степан Радич успява да си набави парламентарно мнозинство през 1928 г. Въпреки това, той не успява да състави правителство. Селско-демократичната коалиция е опонирана от някои членове на хърватския елит, като например Иво Андрич, който гледа на последователите на Хърватската селска партия като на „глупаци, следващи сляпо куче“ (сляпото куче бидейки Степан Радич). През последните дни от живота си Радич е почти сляп.

### Покушение
Докато е в парламента, към Степан Радич са отправяни смъртни заплахи и заплахи за бой, без намесата на председателя на Събранието. Сутринта на 20 юни 1928 г. Радич е предупреден за опасността от опит за убийство срещу него и е помолен да стои настрана от Събранието през този ден. Той отговаря, че той е като войник във война и че като такъв е негов дълг да отиде, макар и да обещава, че няма да обели и една дума. В Законодателното събрание, Пуниша Рачич, който е член на Народната радикална партия от Черна гора, се изправя и изнася провокативна реч, която поражда бурна реакция от опозицията, но самият Радич остава напълно спокоен. Накрая, Иван Пернар от партията на Радич отговаря „ти плячкоса бейовете“, отнасящо се за обвиненията в корупция, свързани с него. Пуниша Рачич си проправя път до подиума, стоящ срещу хърватите. Слага ръката си в джоба, където държи пистолета си и се обръща към председателя Нинко Перич с думите: „Моля ви, господин председател, да санкционирате Пернар. Ако не ме спрете, аз самият ще го накажа!“. След тази заплаха започва суматоха в залата. Рачич продължава със заплахите си: „Който се опита да застане между мен и Пернар, ще бъде убит!“. В този момент Рачич изважда своя пистолет. Седящият зад него министър Вуйчич го сграбчва за ръката, за да го спре. В същото време министър Куюнджич му се притичва на помощ, но Рачич успява да се освободи. В 11:25 часа се чуват изстрели – Пернар е прострелян 1 cm над сърцето. Когато той се свлича, Рачич се прицелва в Степан Радич. Доктор Джуро Басаричек вижда това и отива да го защити. Рачич, обаче, го прострелва и той пада на земята моментално. Иван Гранджа застава пред Степан Радич, а Рачич застрелва и него в ръката. Когато се приближава до Степан Радич, Рачич спокойно се прицелва и го застрелва в гърдите. В този момент Павле Радич хуква към Рачич, който не се стряска, а само отбелязва „Ха! Тебе търсех!“ и го прострелва 1 cm под сърцето. Светозар Прибичевич е пощаден, а убиецът спокойно напуска залата. Целият атентат продължава не повече от минута. Това е едно от първите убийства в правителствена сграда в историята. Раната на Радич е наистина сериозно и той умира няколко седмици по-късно на 57-годишна възраст. Погребението му извършено от архиепископ Антун Бауер от Загреб. На него присъстват много хора, а смъртта на Радич се разглежда като една от причините за разрива в отношенията между сърбите и хърватите в Югославия.
Пуниша Рачич е осъден на 20 години затвор, които „излежава“ в луксозна вила с многобройна прислуга,но през 1944 г. е убит в Белград от комунистическите партизани. След политическата криза, настъпила вследствие разстрела, през януари 1929 г. крал Александър I Караджорджевич отменя конституцията, разпуска парламента и установява кралска диктатура. Радич е погребан в гробището Мирогой в Загреб.

## Наследство
По повод 140-годишнина от рождението му на Степан Радич е наречен малък площад в квартал „Захарна фабрика“ в София, България (Карта). Посочва се, че Радич е "голям радетел за българско-хърватско приятелство и автор на книгата "Възродена България" (1913 г.)".